# Hugh Grant
Hugh John Mungo Grant (Hammersmith, Londres, 9 de septiembre de 1960), más conocido como Hugh Grant, es un actor y productor de cine británico.
Se estableció al principio de su carrera como un protagonista romántico encantador y vulnerable, y desde entonces ha pasado a ser un actor de carácter más dramático. Las características distintivas de las habilidades cómicas de Grant incluyen un toque indiferente de sarcasmo y gestos físicos característicos. Entre sus elogios, ha recibido un Premio de Cine de la Academia Británica, un Globo de oro y un Premio César honorífico. Hasta 2018, sus películas habían recaudado un total de casi 3 mil millones de dólares en todo el mundo. En 2022, la revista Time Out incluyó a Grant como uno de los 50 mejores actores británicos de todos los tiempos.
Grant llamó la atención por primera vez por sus papeles en aclamados dramas de época como Maurice (1987), por la que ganó la Copa Volpi al mejor actor, Lo que queda del día (1993) y Sentido y sensibilidad (1995). Grant surgió como una estrella con la comedia romántica de Richard Curtis Cuatro bodas y un funeral (1994), por la que ganó el Globo de Oro y el premio BAFTA al mejor actor. Protagonizó otras comedias románticas como Notting Hill (1999), El diario de Bridget Jones (2001) y su secuela de 2004, Un niño grande (2002), Amor con preaviso (2002), Love Actually (2003) y Tú la letra, yo la música (2007). 
Durante la década de 2010, Grant comenzó a tomar papeles opuestos, comenzando con múltiples papeles en la película de ciencia ficción El atlas de las nubes (2012) de The Wachowski. Recibió elogios de la crítica por sus papeles en Florence Foster Jenkins (2016) y Paddington 2 (2017), recibiendo dos nominaciones al Premio BAFTA al Mejor Actor de Reparto. También ha protagonizado películas de acción de Guy Ritchie, incluida The Gentlemen (2019), e interpretó a un Oompa Loompa en Wonka (2023). Asumió papeles televisivos en la miniserie de la BBC Un escándalo muy inglés (2018) y la miniserie de HBO The Undoing (2020), obteniendo dos nominaciones al premio Premios Primetime Emmy al mejor actor.
Grant ha hablado abiertamente de su antipatía hacia la profesión de actor, su desdén hacia la cultura de las celebridades y su hostilidad hacia los medios de comunicación. 
En una carrera que abarca treinta años, Grant ha afirmado repetidamente que «actuar no es una verdadera vocación, solo un trabajo que se me da bien».

## Biografía

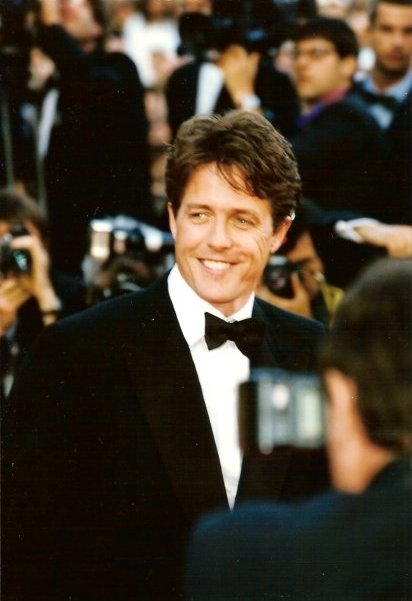
Grant en el Festival de Cine de Cannes de 1997.

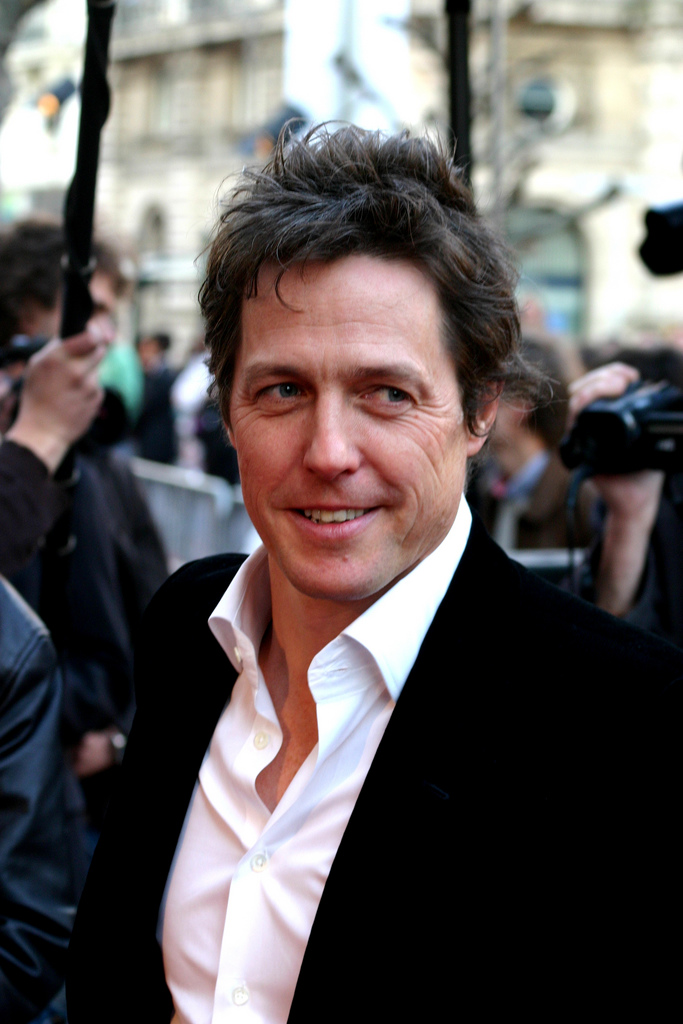
Grant en Bruselas, en octubre de 2008.

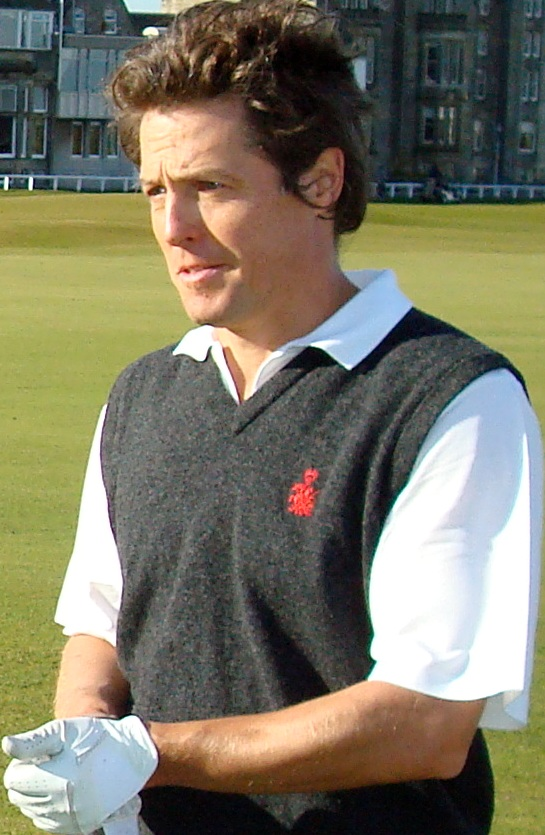
Grant durante la segunda ronda del Alfred Dunhill Links Championship, en octubre de 2007.

### Infancia
Grant nació en Londres, Inglaterra, Reino Unido. Es hijo de James Grant, antiguo vendedor de alfombras de ascendencia escocesa, y Fynvola Grant, profesora fallecida en el año 2001. Tiene un hermano mayor llamado James Grant. Su familia es descendiente de los Grant de Glenmoriston, un notable linaje escocés que ha incluido a militares, médicos y exploradores.
Comenzó su educación en la preparatoria Wetherby School. De 1969 a 1978 asistió a Latymer Upper School, un colegio exclusivo para hombres, donde practicaba rugby, cricket y fútbol. Representó a la institución en el show Top of the Form, una competición académica entre dos equipos de diferentes escuelas. Chris Hammond, quien fue maestro de Grant en 1975, dijo a la revista People que el actor era "un chico inteligente entre chicos inteligentes". En 1979 ganó una beca Galsworthy en un colegio perteneciente a Oxford, donde estudió Literatura inglesa y se graduó con honores de segundo grado. Grant era una cara conocida en Oxford, donde la actriz Anna Chancellor dijo «Yo conocí a Hugh en una fiesta en Oxford. Había algo mágico en él. Era una estrella, aún sin haber hecho nada». 

## Carrera

### Inicios
Viendo la actuación como un pasatiempo, se unió al club de drama de la Universidad de Oxford, donde participó en una producción de La duodécima noche.
Después de haber hecho su debut como Hughie Grant en Privileged y de haber defendido su lugar en el Courtauld Institute, Grant trabajó como crítico de libros, asistente de campo, escritor de sketches cómicos para televisión y fue contratado por Talkback Productions para escribir y producir comerciales de radio para productos como pan y cerveza.
Cansado de papeles pequeños, creó su propia comedia llamada The Jockeys of Norfolk con sus amigos Chris Lang y Andy Taylor. También apareció en varias producciones de teatro, como An Inspector Calls, Lady Windermere's Fan y Coriolanus.
Después de efectuar varias apariciones en la televisión británica, debutó en el cine a comienzos de la década de los 80 con Privileged (1982), un film dirigido por Michael Hoffman en el que aparecía acreditado como Hughie Grant.
Unos años después encarnó al poeta Lord Byron en Remando al viento (1987), un film dirigido por Gonzalo Suárez. El mismo año protagonizó Maurice (1987), título con dirección de James Ivory.
Gracias a su interpretación en la comedia Cuatro bodas y un funeral (1994), de Mike Newell, Grant alcanzó el estrellato y una nominación al Globo de Oro. Con posterioridad repitió candidatura a los Globos de Oro por Notting Hill (1999), comedia romántica coprotagonizada por Julia Roberts, y por Un niño grande (2002), película dirigida por los hermanos Paul y Chris Weitz que adapta una novela de Nick Hornby.
Otros títulos interpretados por Grant, especializado en protagonizar comedias, son Mickey ojos azules (1999), Small Time Crooks (2000), de Woody Allen, El diario de Bridget Jones (2001), un título coprotagonizado por Renée Zellweger que llevaba a la gran pantalla una novela chick lit de Helen Fielding, Two Weeks Notice (2002), con Sandra Bullock, American Dreamz (2006), o Music and Lyrics (2007), comedia en la que compartió créditos con Drew Barrymore representando el papel de una antigua estrella del pop que intenta reverdecer pasados éxitos

### 2016-presente: Reaparición
En 2016, Grant interpretó a St. Clair Bayfield, socio del personaje principal, en la película Florence Foster Jenkins, dirigida por Stephen Frears y protagonizada por Meryl Streep. Fue nominado para su primer premio individual del Screen Actors Guild y también obtuvo nominaciones para un BAFTA, un Globo de Oro, un premio Critics 'Choice, un Satellite Award y un European Film Award. Varios críticos colocaron su trabajo entre las mejores interpretaciones del año. La mayoría de los expertos en premios predijeron que Grant recibiría su primera nominación al Oscar por su actuación, pero no fue nominado. Su siguiente aparición fue como Phoenix Buchanan, un villano en la película familiar Paddington 2, que fue un éxito comercial y de crítica. The Guardian describió su actuación como un "robo de escena".
En 2018 Grant regresó a las pantallas de televisión después de 25 años, como Jeremy Thorpe en la miniserie de BBC One A Very English Scandal, que marcó su segunda colaboración con el director Stephen Frears. La miniserie, y en particular Grant, fueron ampliamente elogiadas. Por su actuación, Grant fue nominado para varios premios, incluido el Primetime Emmy Award, el Screen Actors Guild Award, el Golden Globe Award, el British Academy Television Award.
En 2019, Grant interpretó otro papel de tipo contrario, en The Gentlemen de Guy Ritchie, su segunda colaboración con el director después de The Man From U.N.C.L.E. Grant interpreta a Fletcher, un reportero sensacionalista sórdido y sin escrúpulos, al que llamó "un reparto divertido" en referencia a su campaña de Hacked Off. Ha dicho que basó su carácter en reporteros que "solían ser mis enemigos y ahora son mis amigos". Aunque la película recibió críticas en su mayoría mixtas, la actuación de Grant fue elogiada. En 2020, Grant protagonizó la miniserie de HBO The Undoing, junto a Nicole Kidman y Donald Sutherland. La miniserie se estrenó el 25 de octubre de 2020 con críticas en su mayoría positivas.

## Vida personal
Desde 1987 hasta 2000 mantuvo una relación con la actriz Elizabeth Hurley. Grant fue detenido en junio de 1995 cuando estaba en su coche con la prostituta Divine Brown, quien le estaba practicando una felación. Tras varios arrepentimientos públicos, el noviazgo entre Liz y Hugh prosiguió hasta el 2001, año en el que amigablemente decidieron romper el vínculo sentimental. 
De 2004 al mes de febrero de 2007 mantuvo una relación con la aristócrata activista Jemima Khan, colaboradora de la revista Vanity Fair y New Statesman.  
En abril de 2007, Grant fue arrestado por agredir a un paparazzi. 
Mantuvo una relación con la trabajadora de la ONU Kasia Komorowicz. Más tarde fue pareja de la diseñadora Catherine Fulmer y de Amber Diane Sainsbury. 
En septiembre de 2011, Grant tuvo una hija, Tabitha, con Tinglan Hong, una recepcionista en un restaurante chino en Londres. El nombre chino de su hija es Xiao Xi, que significa "grata sorpresa". Grant tuvo a su segundo hijo, llamado John Mungo Grant, en septiembre de 2012, con la productora de televisión sueca Anna Elisabet Eberstein. Posteriormente volvió con Hong, con quien tuvo a su tercer hijo, Felix Grant, en 2013. Tras finalizar su relación con Hong, Grant y Eberstein tuvieron un segundo hijo en diciembre de 2015. En 2018 tuvieron su tercer hijo juntos y se casaron el 25 de mayo del mismo año.
Fue propietario de un famoso gato, Whoopsiedaisyes, un siamés que recibió su nombre de una de sus más recordadas escenas en la película de 1999 Notting Hill, en la que exclama esa expresión (en español, Jopetas) intentando colarse a un parque privado con Ana Scott (Julia Roberts) en la ciudad de Londres. Fue mostrado en numerosos medios internacionales y alcanzó popularidad con sus cameos en algunas comedias románticas en las que participó el actor.

### Política
En 2011, Grant apareció en la conferencia de los Demócratas Liberales sobre el escándalo de piratería telefónica de News International, donde se reunió brevemente con el entonces líder del partido Nick Clegg. Grant dijo que también asistía a las conferencias de conservadores y laboristas, pero les dijo a los activistas de Lib Dem que "ustedes, más que cualquiera de los otros partidos, tienen un buen estado de salud. Nunca han estado en la cama con estos cabrones".
En las elecciones generales del Reino Unido de 2015, Grant expresó su apoyo al diputado demócrata liberal Danny Alexander y luego organizó una cena para los demócratas liberales, en la que conoció al ganador de un sorteo de donantes a los demócratas liberales. En un correo electrónico enviado por el exlíder liberal demócrata Paddy Ashdown, Grant escribió: "No soy un demócrata liberal, un conservador, un laborista ni nada en particular, pero reconozco las agallas políticas". En las elecciones de 2015, respaldó dos Candidatos laborales: Tom Watson y su exagente, Michael Foster. Durante las elecciones generales del Reino Unido de 2019, Grant hizo campaña a favor de una votación táctica para detener la mayoría conservadora y el Brexit. Se le vio compitiendo con candidatos de los demócratas liberales, candidatos laboristas, y el independiente Dominic Grieve.

### Aficiones
Grant regularmente participa en torneos de golf para aficionados. Anteriormente, practicaba rugby y fútbol, siendo fanático del Fulham F.C. En el set de About a Boy, practicaba cricket y snooker.

### Religión
Hugh Grant fue educado dentro de la  Iglesia de Inglaterra (Comunión anglicana, Comunión de Porvoo, Consejo Mundial de Iglesias)
Recientemente en unas declaraciones Hugh Grant dijo: "Mis opiniones sobre religión cambian constantemente. Nunca he podido creer que Jesús sea el hijo de Dios, ni ese tipo de cosas", nos comentó el actor, que no se ha mostrado nunca públicamente como una persona devota. A pesar de su postura escéptica sobre los dogmas religiosos tradicionales, Grant reconoció la influencia positiva que ciertos aspectos de la religión pueden tener en la vida cotidiana. "Pero me he dado cuenta de que los países católicos que visito me parece que están teniendo una mejor experiencia de vida que los protestantes. Algo ha permeado de la religión a la cultura que me parece muy valioso", agregó, destacando el impacto de la espiritualidad en las sociedades.

## Filmografía

### Cine
| Año  | Película                                             | Personaje                                                                                  | Director                                 |
| ---- | ---------------------------------------------------- | ------------------------------------------------------------------------------------------ | ---------------------------------------- |
| 1982 | Privileged                                           | Lord Adrian                                                                                | Michael Hoffman                          |
| 1987 | Maurice                                              | Clive Durham                                                                               | James Ivory                              |
| 1988 | Remando al viento                                    | Lord Byron                                                                                 | Gonzalo Suárez                           |
| 1988 | La guarida del gusano blanco                         | Lord James D'Ampton                                                                        | Ken Russell                              |
| 1988 | El amanecer                                          | Harry                                                                                      | Robert Knights                           |
| 1988 | The Bengali Night                                    | Allan                                                                                      | Nicolas Klotz                            |
| 1988 | White Mischief                                       | Hugh Cholmondeley                                                                          | Michael Radford                          |
| 1988 | The Lady and the Highwayman                          | Silver Blade                                                                               | John Hough                               |
| 1990 | The Big Man                                          | Gordon                                                                                     | David Leland                             |
| 1991 | Impromptu                                            | Frédéric Chopin                                                                            | James Lapine                             |
| 1992 | Bitter Moon                                          | Nigel Dobson                                                                               | Roman Polański                           |
| 1993 | Lo que queda del día                                 | Reginald Cardinal                                                                          | James Ivory                              |
| 1993 | Tren nocturno a Venecia                              | Martin Gamil                                                                               | Carlo U. Quinterio                       |
| 1994 | Cuatro bodas y un funeral                            | Charles                                                                                    | Mike Newell                              |
| 1994 | Sirenas                                              | Anthony Campion                                                                            | John Duigan                              |
| 1995 | Restauración                                         | Elias Finn                                                                                 | Michael Hoffman                          |
| 1995 | Sense and Sensibility                                | Edward C. Ferrars                                                                          | Ang Lee                                  |
| 1995 | Nueve meses                                          | Samuel Faulkner                                                                            | Chris Columbus                           |
| 1995 | El inglés que subió una colina pero bajó una montaña | Reginald Anson                                                                             | Christopher Monger                       |
| 1995 | Una insólita aventura                                | Meredith Potter                                                                            | Mike Newell                              |
| 1996 | Extreme Measures                                     | Dr. Guy Luthan                                                                             | Michael Apted                            |
| 1998 | Junket Whore (Documental)                            | Hugh Grant                                                                                 | Debbie Melnyk                            |
| 1999 | Mickey ojos azules                                   | Michael Felgate                                                                            | Kelly Makin                              |
| 1999 | Notting Hill                                         | William Thacker                                                                            | Roger Michell                            |
| 2000 | Small Time Crooks                                    | David                                                                                      | Woody Allen                              |
| 2001 | El diario de Bridget Jones                           | Daniel Cleaver                                                                             | Sharon Maguire                           |
| 2002 | Two Weeks Notice                                     | George Wade                                                                                | Marc Lawrence                            |
| 2002 | About a Boy                                          | Will Freeman                                                                               | Chris Weitz Paul Weitz                   |
| 2003 | Love Actually                                        | David                                                                                      | Richard Curtis                           |
| 2004 | Bridget Jones: The Edge of Reason                    | Daniel Cleaver                                                                             | Beeban Kidron                            |
| 2005 | Travaux                                              | Vecino nuevo                                                                               | Brigitte Roüan                           |
| 2006 | American Dreamz                                      | Martin Tweed                                                                               | Paul Weitz                               |
| 2007 | Music and Lyrics                                     | Alex Fletcher                                                                              | Marc Lawrence                            |
| 2009 | Did You Hear About the Morgans?                      | Paul Morgan                                                                                | Marc Lawrence                            |
| 2012 | The Pirates! In an Adventure with Scientists!        | Capitán Pirata (voz)                                                                       | Peter Lord                               |
| 2012 | Cloud Atlas                                          | Reverendo Giles Horrox Heavy del Hotel Lloyd Hooks Denholme Cavendish Seer Rhee Kona Chief | Tom Tykwer Andy Wachowski Lana Wachowski |
| 2014 | The Rewrite                                          | Keith Michaels                                                                             | Marc Lawrence                            |
| 2015 | The Man from U.N.C.L.E.                              | Mr. Waverly                                                                                | Guy Ritchie                              |
| 2016 | Florence Foster Jenkins                              | St. Clair Bayfield                                                                         | Stephen Frears                           |
| 2017 | Paddington 2                                         | Phoenix Buchanan                                                                           | Paul King                                |
| 2020 | The Gentlemen                                        | Fletcher                                                                                   | Guy Ritchie                              |
| 2023 | Operation Fortune: Ruse de Guerre                    | Greg Simmonds                                                                              | Guy Ritchie                              |
| 2023 | Dungeons & Dragons: Honor Among Thieves              | Forge Fletcher                                                                             | Jonathan Goldstein John Francis Daley    |
| 2023 | Wonka                                                | Lofty el Oompa Loompa                                                                      | Paul King                                |
| 2024 | Unfrosted                                            | Thurl Ravenscroft                                                                          | Jerry Seinfeld                           |
| 2024 | Heretic                                              | Mr. Reed                                                                                   | Scott Beck                               |
| 2024 | Paddington in Peru                                   | Phoenix Buchanan                                                                           | Dougal Wilson                            |
| 2025 | Bridget Jones: Mad About the Boy                     | Daniel Cleaver                                                                             | Michael Morris                           |

### Televisión: películas y series
| Año  | Título original                         | Personaje                    | Notas                       |
| ---- | --------------------------------------- | ---------------------------- | --------------------------- |
| 1985 | Honour, Profit and Pleasure             | Lord Burlington              | Películas para televisión   |
| 1985 | Jenny's War                             | Peter Baines                 | Películas para televisión   |
| 1985 | The Detective                           | Andrew Blackenall            | Serie de TV                 |
| 1985 | The Last Place on Earth                 | Apsley Cherry-Garrard        | Serie de TV                 |
| 1986 | Lord Elgin and Some Stones of No Value  | illiam Hamilton Nisbet James | Películas para televisión   |
| 1986 | The Demon Lover                         | Robert Drover                | Películas para televisión   |
| 1986 | Ladies in Charge                        | Gerald Boughton-Green        | Serie de TV                 |
| 1986 | A Very Peculiar Practice                | Preacher Colin               | Serie de TV                 |
| 1989 | Till We Meet Again                      | Bruno de Lancel              | Serie de TV                 |
| 1989 | Champagne Charlie                       | Charles Heidsieck            | Películas para televisión   |
| 1989 | The Lady and the Highwayman             | Lucius Vyne Silver Blade     | Películas para televisión   |
| 1991 | The Trials of Oz                        | Richard Neville              | Películas para televisión   |
| 1991 | Our Sons                                | James Grant                  | Películas para televisión   |
| 1992 | Shakespeare: The Animated Tales         | Sebastian                    | Películas para televisión   |
| 1994 | The Changeling                          | Alsemero                     | Películas para televisión   |
| 1999 | Hooves of Fire                          | Blitzen (Doblaje de voz)     | Películas para televisión   |
| 1999 | Doctor Who and the Curse of Fatal Death | El Doctor 12                 | Serie de TV                 |
| 2001 | Being Mick                              | * Estrella invitada          | Películas para televisión   |
| 2002 | Legend of the Lost Tribe                | Blitzen (Doblaje de voz)     | Películas para televisión   |
| 2007 | Top Gear                                | * Estrella invitada          | Serie de TV                 |
| 2019 | Un escándalo muy inglés                 | Jeremy Thorpe                | Serie de Amazon Prime Video |
| 2020 | The Undoing                             | Dr. Jonathan Fraser          | Miniserie de HBO            |
| 2020 | A la mierda el 2020                     | Tennyson Foss                | Especial de Netflix         |
| 2021 | A la mierda el 2021                     | Tennyson Foss                | Especial de Netflix         |
| 2024 | The Regime                              | Líder de la oposición        | Miniserie de HBO            |

## Premios y nominaciones
Festival Internacional de Cine de Venecia
| Año  | Categoría                 | Película | Resultado |
| ---- | ------------------------- | -------- | --------- |
| 1987 | Copa Volpi al mejor actor | Maurice  | Ganador   |

Globos de Oro
| Año  | Categoría                            | Película                  | Resultado |
| ---- | ------------------------------------ | ------------------------- | --------- |
| 1994 | Mejor actor - Comedia o Musical      | Cuatro bodas y un funeral | Ganador   |
| 1999 | Mejor actor - Comedia o Musical      | Notting Hill              | Nominado  |
| 2002 | Mejor actor - Comedia o Musical      | About a Boy               | Nominado  |
| 2016 | Mejor actor - Comedia o Musical      | Florence Foster Jenkins   | Nominado  |
| 2018 | Mejor actor de Miniserie o telefilme | A Very English Scandal    | Nominado  |
| 2021 | Mejor actor de Miniserie o telefilme | The Undoing               | Nominado  |

Premios BAFTA

| Año  | Categoría              | Película                  | Resultado |
| ---- | ---------------------- | ------------------------- | --------- |
| 1994 | Mejor actor            | Cuatro bodas y un funeral | Ganador   |
| 2017 | Mejor actor de reparto | Florence Foster Jenkins   | Nominado  |
| 2018 | Mejor actor de reparto | Paddington 2              | Nominado  |
| 2024 | Mejor actor            | Heretic                   | Pendiente |

Premios del Cine Europeo
| Año  | Categoría   | Película                | Resultado |
| ---- | ----------- | ----------------------- | --------- |
| 2016 | Mejor actor | Florence Foster Jenkins | Nominado  |

Premios César
| Año               | Categoría | Película | Resultado |
| ----------------- | --------- | -------- | --------- |
| Premio Honorífico | Él mismo  | Él mismo | Ganador   |

Premios Primetime Emmy
| Año  | Categoría                           | Película               | Resultado |
| ---- | ----------------------------------- | ---------------------- | --------- |
| 2019 | Mejor actor - Miniserie o telefilme | A Very English Scandal | Nominado  |
| 2021 | Mejor actor - Miniserie o telefilme | The Undoing            | Nominado  |

Premios del Sindicato de Actores
| Año  | Categoría                                         | Película                | Resultado |
| ---- | ------------------------------------------------- | ----------------------- | --------- |
| 1995 | Mejor reparto                                     | Sense and Sensibility   | Nominado  |
| 2016 | Mejor actor                                       | Florence Foster Jenkins | Nominado  |
| 2018 | Mejor actor de televisión - miniserie o telefilme | A Very English Scandal  | Nominado  |
| 2021 | Mejor actor de televisión - miniserie o telefilme | The Undoing             | Nominado  |

Otros Premios
| Año  | Premio                            | Categoría                                     | Película                  | Resultado |
| ---- | --------------------------------- | --------------------------------------------- | ------------------------- | --------- |
| 1994 | Asociación de Críticos de Chicago | Mejor actor de comedia                        | Cuatro bodas y un funeral | Ganador   |
| 2019 | Premios Satellite                 | Mejor actor en una miniserie o telefilme      | A Very English Escandal   | Nominado  |
| 2019 | Premios de la Crítica Televisiva  | Mejor actor en una miniserie o película de TV | A Very English Escandal   | Nominado  |
| 2021 | Premios de la Crítica Televisiva  | Mejor actor en una miniserie o película de TV | The Undoing               | Nominado  |
| 2021 | Premios Satellite                 | Mejor actor en una miniserie o telefilme      | The Undoing               | Nominado  |